# Chromatomyia cheilanthus
Chromatomyia cheilanthus este o specie de muște din genul Chromatomyia, familia Agromyzidae, descrisă de Garg în anul 1971. Conform Catalogue of Life specia Chromatomyia cheilanthus nu are subspecii cunoscute.